# Gonbad-e Qabous (tour)
La tour de Gonbad-e Qabous (en persan : برج گنبد قابوس) est un monument funéraire de la ville de Gonbad-e Qabous, en Iran.

## Nom
On peut le trouver transcrit en écriture latine de différentes façons : Gonbad-e Qabus, Gonbad-e Qābus, Gonbad-e Kāvus, Gonbad-e Ghābus ou Gonbad-i Ghāboos.

## Caractéristiques
La tour est érigée au sommet d'une petite colline en forme de dôme de 15 m de hauteur, dans le centre de Gonbad-e Qabous, ville de la province iranienne du Golestan. Elle occupe l'emplacement central du principal parc de la ville.
L'édifice est construit en briques cuites non vernissées ; avec une hauteur totale de 53 m, il s'agit d'une des plus hautes tours entièrement en briques du monde. Le plan de la tour est décagonal, en forme d'étoile à 10 branches de 17 m de diamètre au sol, et 15,5 m sous le toit. Elle est surmontée d'un toit conique, également en briques. Au total, la tour seule mesure 53 m de haut.
Les murs de la tour font 3 m d'épaisseur. Son intérieur est vide, et comporte des éléments d'architecture muqarnas.
Le bas de la tour comporte une inscription koufique en arabe :
« بسم الله الرحمن الرحیم هذ القصر العالی الامیر شمس المعالی الامیر ابن الامیرقابوس بن وشمگیرامر به نبائه فی حیاتی سنه سبع و تسعين و ثلثماته قمریه و سنه خمس و سبعین و ثلثماته »
« Au nom de Dieu, le Clément, le Miséricordieux ; cette tour a été construite par l'émir Shams al-Ma`âlî, fils de l'émir Qâbûs fils de Vushmagîr, qui ordonna sa construction de son vivant dans l'année lunaire 397 et l'année solaire 375 »

## Historique
La tour est construite en 1006 sur commande du sultan lettré ziyaride Amir Shams ul-Ma'ali, Qabus ibn Wushmgir. Bien que l'inscription qui figure à sa base ne mentionne pas explicitement qu'elle servit de tombe au sultan, une légende prétend que son corps fut exposé dans un cercueil de verre suspendu au plafond de la tour.
À sa construction, la tour est située à 3 km au nord de l'ancienne cité de Djordjan, capitale de la dynastie ziyaride. Elle devient le prototype des tours funéraires d'Iran et d'Asie centrale. Elle est également la seule trace subsistante de Djordjan, détruite lors des invasions mongoles aux XIVe et XVe siècles ; la ville actuelle qui porte son nom s'est développée autour de la tour au début du XXe siècle.
En 2012, alors qu'elle a dépassé un millénaire, la tour est inscrite au patrimoine mondial par l'UNESCO.

## Littérature
Selon le voyageur et écrivain britannique Robert Byron, il s'agit d'une photographie de la tour qui motiva son voyage en Perse ; en la visitant, il en conserve une haute opinion, écrivant dans The Road to Oxiana que « la Gumbad-i-Kambus s'élève parmi les grands édifices du monde ».